# ソフィア・ロッシ
ソフィア・ロッシ（Sophia Rossi、1977年9月22日 - ）は、アメリカ合衆国のポルノ女優。ネバダ州ラスベガス出身。